# Xanthia fulvago
Xanthia fulvago là một loài bướm đêm trong họ Noctuidae.